# James Mason (neonazista)
James Nolan Mason (nascido em 25 de julho de 1952) é um neonazista americano e um ideólogo da Atomwaffen Division, uma organização terrorista neonazista. Depois de ficar desiludido com a abordagem do movimento de massa dos movimentos neonazistas, ele começou a defender uma revolução supremacista branca por meio do terrorismo. Ele foi referido como o "Padrinho do Terrorismo Fascista". Em 2021, Mason é um dos dois únicos indivíduos sancionados pelo governo canadense em sua lista de entidades relacionadas ao terrorismo.

## Ideologia política
Mason acredita que os neonazistas não podem tomar o poder enquanto o atual governo dos EUA permanecer no poder, e defendeu o assassinato e a violência para criar o caos e a anarquia, desestabilizando assim o governo. Em sua publicação Siege, Mason argumentaria que a morte do líder nazista americano, George Lincoln Rockwell foi crucial na adoção de táticas de terror. Ele afirma que sem a liderança de Rockwell, o Nacional-Socialismo não poderia mais funcionar como um partido político legítimo, tornando o que ele descreve como "táticas revolucionárias" a única opção viável. 

## Acusações e condenações criminais
Em 1973, Mason e seu companheiro neonazista, Greg Hurles, lançaram gás lacrimogêneo contra vários adolescentes negros no estacionamento de uma Dairy Queen. Mason foi condenado por agressão e sentenciado a seis meses em um asilo de Cincinnati.
Em 1988 e 1991, a polícia invadiu a casa de Mason em Ohio e apreendeu fotos pornográficas de uma garota de 15 anos. Em 1992, ele se declarou culpado de duas acusações de "uso ilegal de menor em material voltado para a nudez", pelas quais foi condenado a uma multa de 500 dólares e pena suspensa.

Em maio de 1994, Mason foi preso e acusado de duas acusações de exploração sexual de menor e duas acusações de contribuir para a delinquência de menor. Mason ameaçou a ex-namorada, então com 16 anos, e um latino com quem ela namorava, com uma arma de fogo. Mason fez um acordo judicial e foi condenado por porte de arma, pelo qual foi condenado a três anos de prisão antes de ser libertado em agosto de 1999.